# Pardosa muzkolica
Pardosa muzkolica là một loài nhện trong họ Lycosidae.
Loài này thuộc chi Pardosa. Pardosa muzkolica được Vladimir S. Kononenko miêu tả năm 1978.